# 元字符
元字符（Metacharacter），指SHELL直譯器或正则表达式（regex）引擎等计算机程序中具有特殊意义的字符。
在POSIX擴展正则表达式裡，定义了14个元字符，它们被作为一般的字符使用时，必须要通过「转义」（前面加一个反斜杠「\」）来去除他们本身的特殊意义，这些元字符包括：
- 开和闭方括号：[和]
- 反斜线：\
- 脱字符：^
- 美元符号：$
- 句号/点：.
- 竖线/管道符：|
- 问号：?
- 星号：*
- 加号：+
- 开和闭 花括号：{和}
- 开和闭 小括号：(和)[2][3]